# Lockhartia acuta
Vy Điệp Anh